# Gudula
Svatá Gudula Bruselská (narozena kolem roku 646 pravděpodobně v Moorselu poblíž Aalstu v oblasti brabantské pagi /území dnešní Belgie/ - mezi lety 680 až 714, Hamme u Merchtem). V Brabantu je obvykle nazývána jako Goedele nebo Goule; (v latině: Gudila, později Gudula, v nizozemštině: st. Goedele, ve francouzštině: st. Gudule). 
Její jméno je spojeno s několika místy:
- Moorsel (kde žila)
- Brusel (kde byla v roce 1047 založena kapitola na její počest)
- Eibingen (kde je uchovávaná relikvie její lebky)

## Život
Podle jejího životopisu z 11. století (Vita Gudilae) sepsaného mnichem jménem Onulf z haumontského opatství mezi lety 1048 a 1051 pocházela ze šlechtické rodiny. Byla dcerou lotrinského vévody Witgera (Wigericha) a Amalbergy z Maubeuge. Matka Guduly, svatá Amalberga přijala řeholní způsob života v opatství Maubeuge. Přijala závoj (součást řeholního oděvu) z rukou sv. Auberta, biskupa z Cambrai († 668). 
Gudula měla dvě sestry, Pharailis a Reineldis a bratra Emeberta. Všichni byli svatořečeni.
Gudulu vzdělávala v opatství v klášteře Nivelles její kmotra, Gertruda z Nivelles. Zasvětila svůj život ke konání pokání. Sama si vystavěla celu v Hamme, která se stala jejím místem rozjímání. Když kmotra zemřela, přestěhovala se zpět do svého domova v Moorselu, kde trávila čas v práci a náboženské oddanosti. Často navštěvovala tamní kostel, který se nacházel asi tři kilometry od domu jejích rodičů.

### Posmrtná úcta

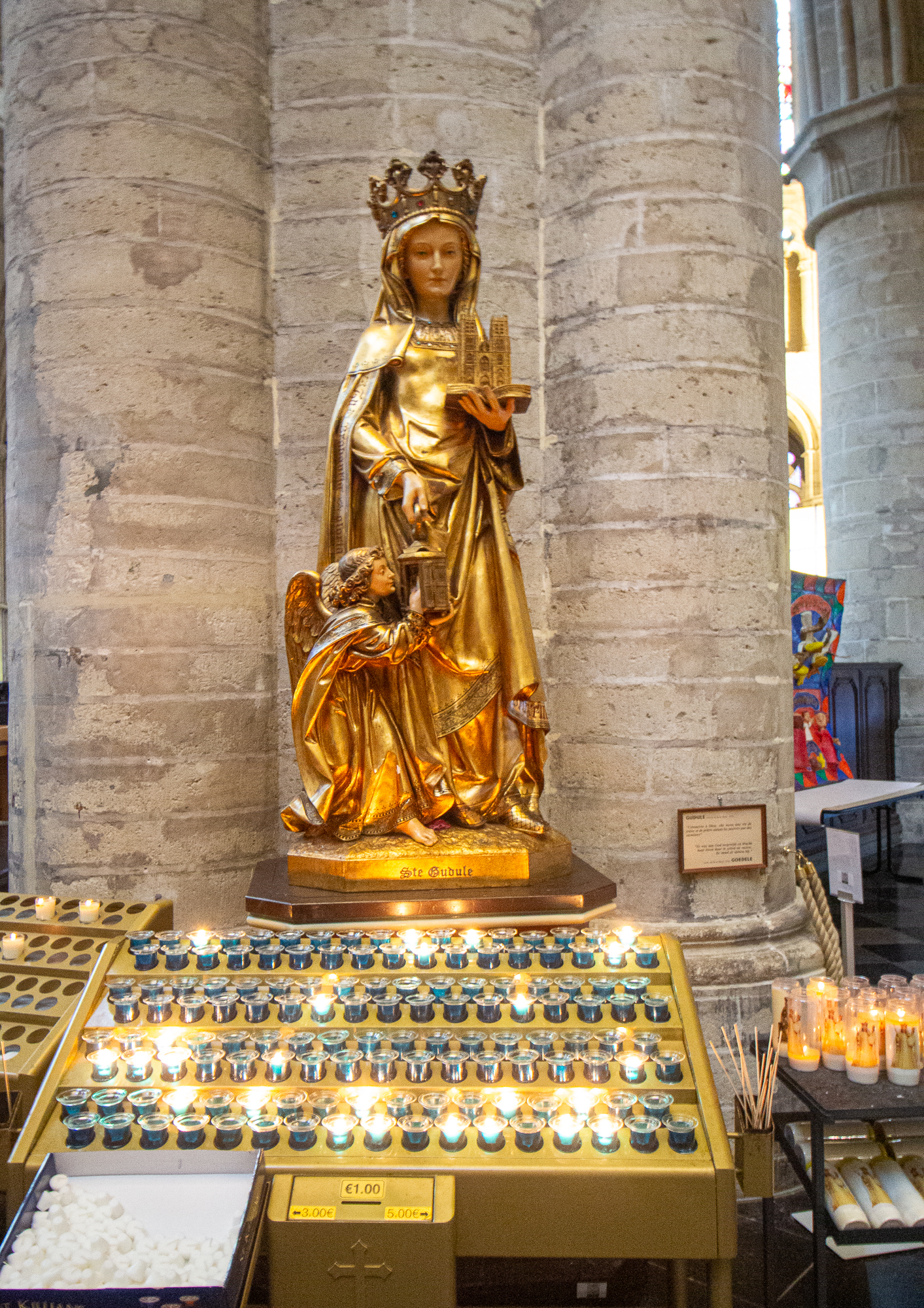
Socha sv. Guduly v katedrále sv. Michala a sv. Guduly

Po své smrti (snad v roce 712) byla nejprve pohřbena před kostelními dveřmi v Hamme, později však její relikvie byly přesunuty do moorselského kostela sv. Salvátora, kde bylo tělo pohřbeno za oltářem. Během vlády Karla, vévody z Dolního Lotrinska (977-992) bylo tělo světice přeneseno do kaple svatého Gaugerica v Bruselu. 
V roce 1047 založil hrabě Lambert II. Lovaňský († 1054) na její počest kapitulu. Biskup Gerardus I. z Cambrai († 1051) nařídil přesun jejích relikvií do kostela sv. Michaela v Bruselu, pozdější katedrálu svatého Michaela archanděla a svaté Guduly.
Dne 6. června 1579 byl kolegiální kostel vydrancován a zbořen gézy ("žebráky") a relikvie světice byly exhumovány a roztroušeny.

## Uctívání
- Sv. Gudula patří mezi národní světce Belgie.
- Kromě sv. Michaela archanděla je patronkou Bruselu.[3]
- Svátek sv. Guduly připadá na 8. ledna (podle její hagiografie den, kdy zemřela). Nicméně v gentské diecézi (kde se nachází moorselský kostel) je její svátek slaven 19. ledna.[4]
- Na její počest poskytl císař Karel Veliký dary konventu v Moorselu.
- Tremella deliquences, která nese plody začátkem ledna, je známá také jako Lucerna svaté Guduly.
- Řezbáři, kteří vyráběli sochy světců narozených ve Svaté říši římské často zobrazovali sv. Gudulu s dlouhou úzkou svící v ruce, to však pravděpodobně pochází ze záměny se svatou Jenovéfou, patronkou Paříže.
- Na konci 19. století obdržela darem Hildegarda z Bingenu významnou relikvii sv. Guduly od svých přátel z Brabantu. Lebka světice je dnes součástí relikviáře nacházejícím se v dřívějším klášteře sv. Hildegardy, dnešním farním (katolickém) kostele sv. Hildegardy a sv. Jana v Rüdesheim-Eibingenu v okrese Rheingau v Německu.

## Ikonografie
Gudula je často zobrazována s lucernou. Je vyobrazena na pečeti kostela sv. Guduly z roku 1446, kde drží v pravé ruce svíčku a v levé lampu, kterou se démon snaží sfouknout. To odkazuje na legendu, podle které svatá chodila do kostela před zakokrháním kohouta. Démon, který ji chtěl odvést ze správné cesty, zhasl svíčku, ale anděl zapaloval její lucernu znovu a znovu.

## Vědecké zkoumání
Na univerzitě Johannese Gutenberga v Mohuči bylo provedeno vědecké zkoumání pravosti relikvií sv. Guduly. Zubní specialista Peter Riethe vložil do lebky z relikviáře z Eibing staletí staré belgické zuby, které pocházejí z pozůstatků kalvinistického ničení. Zuby jednoznačně pasovaly do lebky z relikviáře z Eibing.

## Fotogalerie

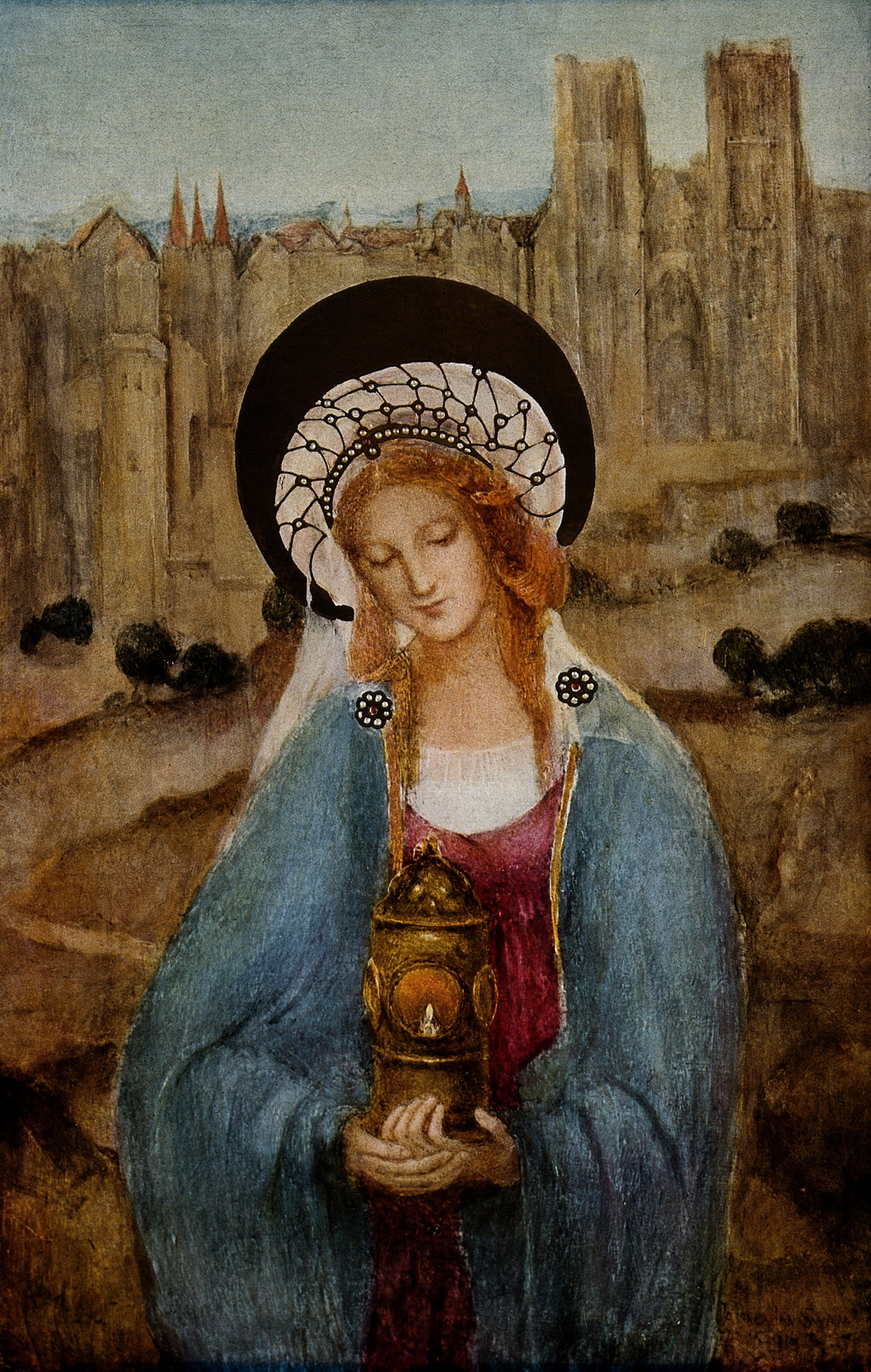
sv. Gudula
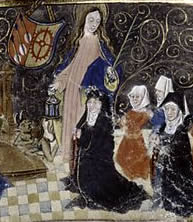
sv. Gudula
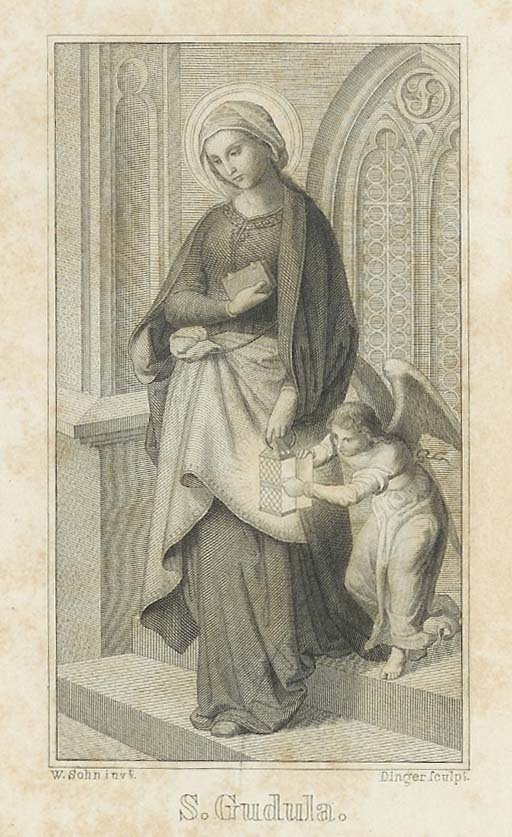
sv. Gudula
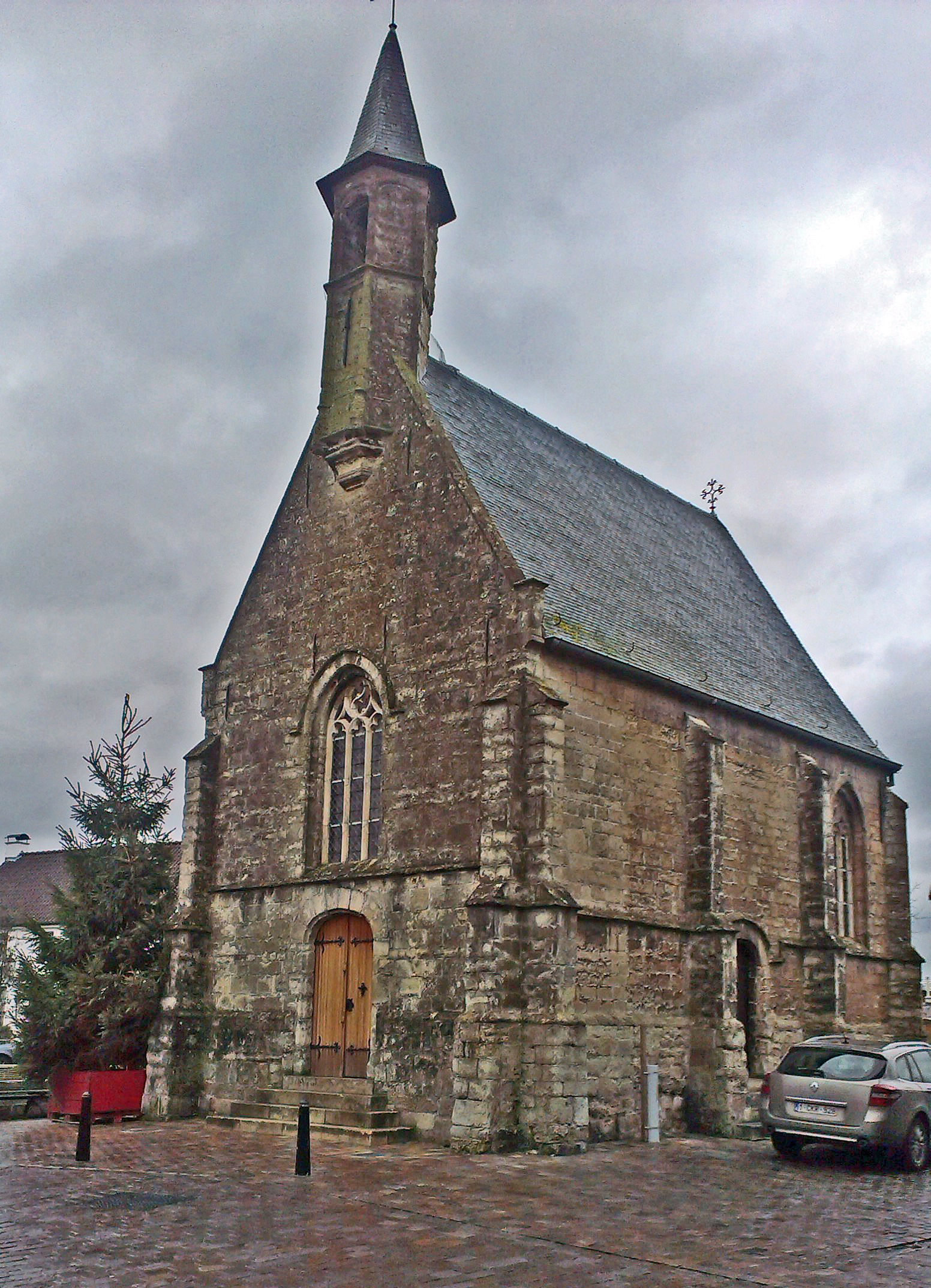
kaple sv. Guduly v Moorselu